# Josh Whyle
Joshua Whyle (Cincinnati, Ohio; 8 de septiembre de 1999) más conocido como Josh Whyle, es un jugador profesional estadounidense de fútbol americano, se desempeña en la posición de tight end en Tennessee Titans, en la National Football League (NFL).

## Carrera
Hizo su debut profesional con el equipo Tennessee Titans, lleva jugando una temporada, comenzó en el 2023.